# 克劳德·丹布里
克劳德·丹布里（ Claude Dambury，1971年7月30日—）是一名已退役的法屬圭亞那足球运动员。他曾在日本的足球聯賽中效力，並且一度入選法屬圭亞那國家足球隊。2009年宣佈退役。